# Muruy
Muruy is een bestuurslaag in het regentschap Pandeglang van de provincie Banten, Indonesië. Muruy telt 2095 inwoners (volkstelling 2010).